# Carnival Encounter
Die Carnival Adventure ist ein Kreuzfahrtschiff der Carnival Cruise Line. In Dienst gestellt wurde die dritte Einheit der Grand-Klasse 2002 als Star Princess für Princess Cruises und 2021 als Pacific Encounter innerhalb des Mutterkonzerns Carnival Corporation & plc an P&O Cruises Australia und nach der Auflösung dieser Marke 2025 wiederum an die Carnival Cruise Line transferiert.

## Geschichte

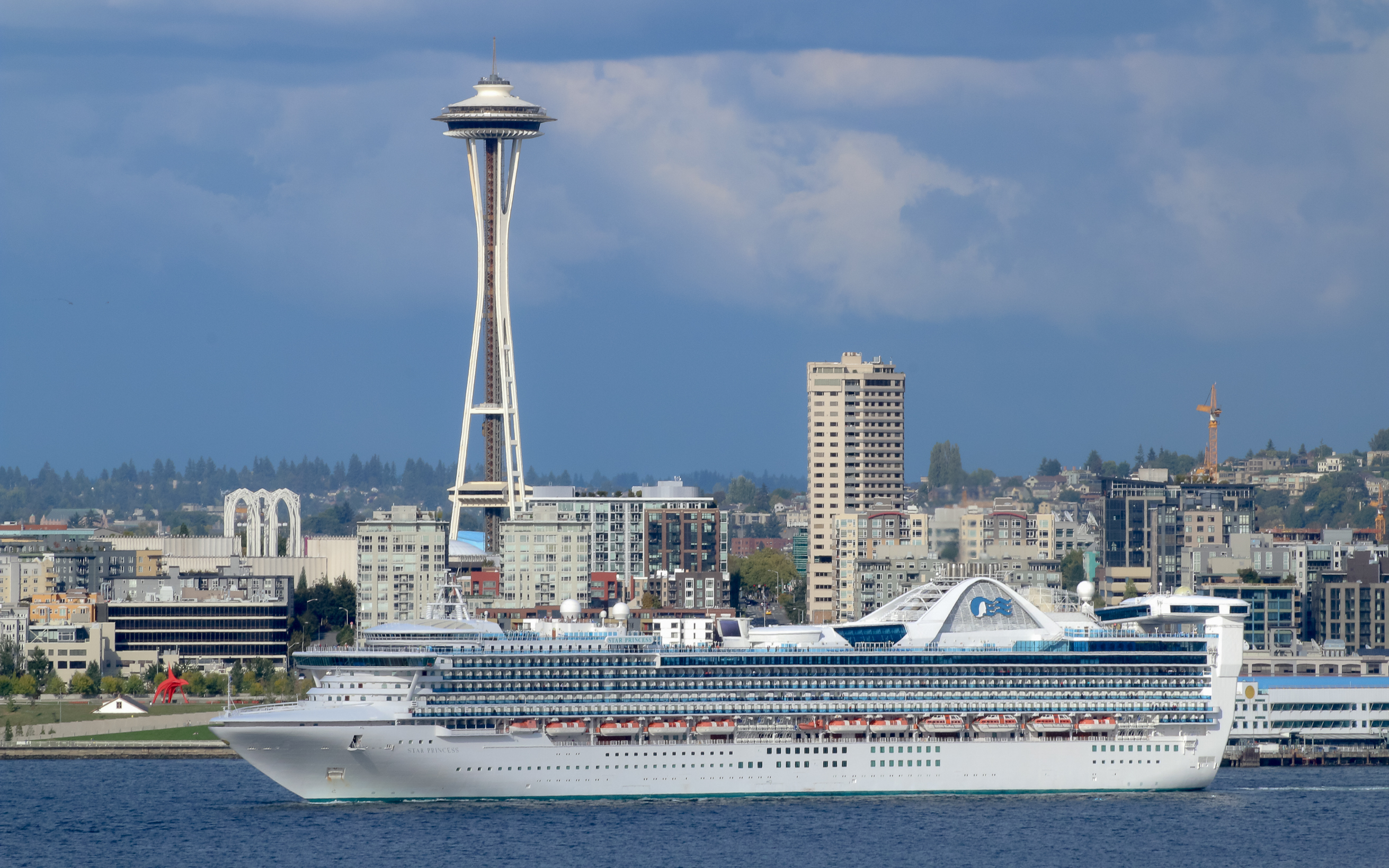
Die Star Princess in Seattle (2013)

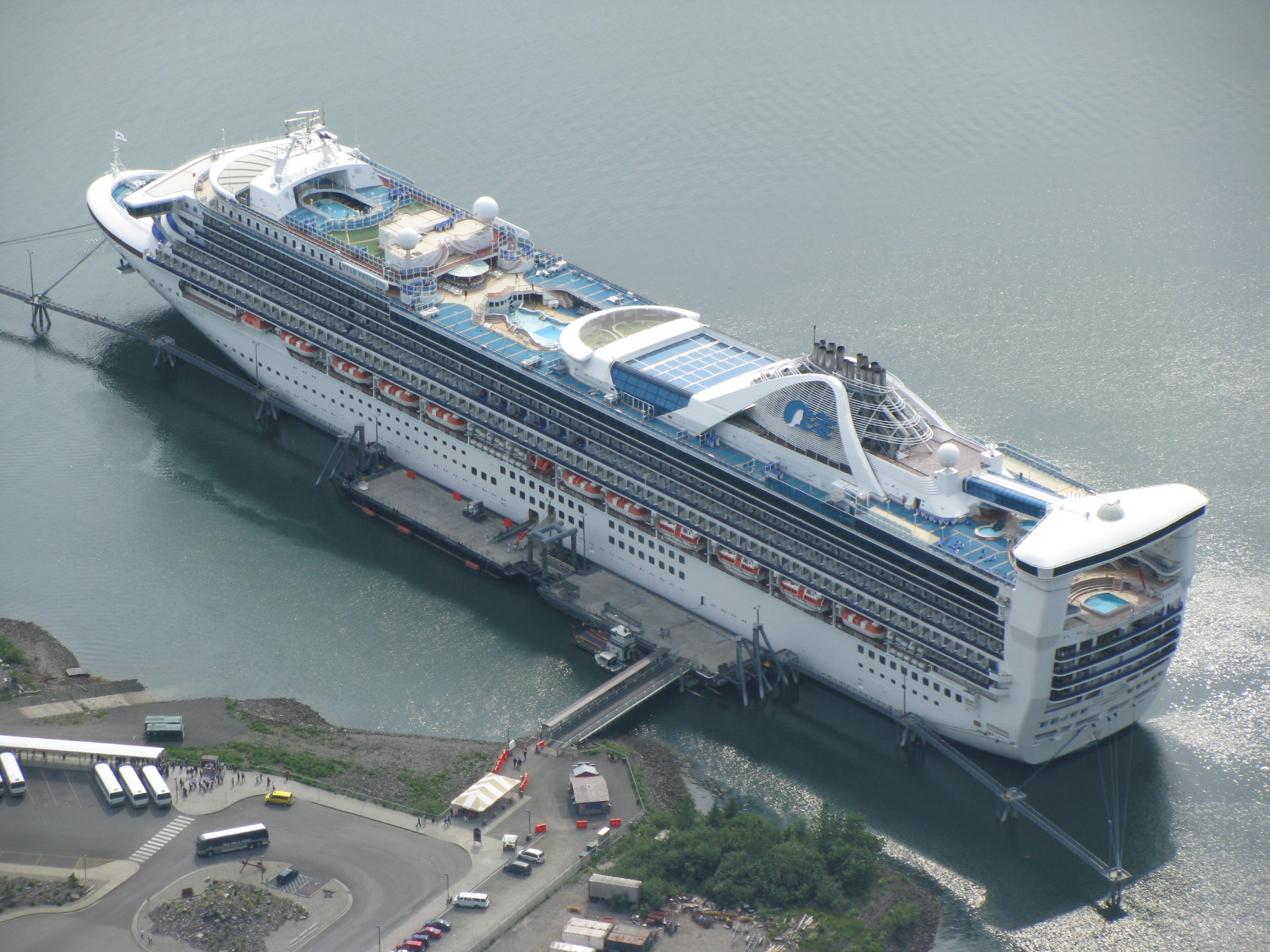
Luftaufnahme des Schiffes in Juneau (2008)

Die Star Princess entstand bei der Werft Fincantieri Cantieri Navali Italiani in Monfalcone in Italien. Sie wurde am 10. Mai 2001 zu Wasser gelassen und am 25. Januar 2002 abgeliefert.
2021 wurde das Schiff in Pacific Encounter umbenannt und an P&O Cruises Australia übergeben. Hierfür wurde das Schiff bei Sembcorp Marine Shipyard in Singapur umgebaut.
2025 wurde die Marke P&O Cruises Australia eingestellt und in die Carnival Cruise Line integriert. Das Schiff wurde daher in Carnival Encounter umbenannt, in Melbourne umgebaut und am 29. März gemeinsam mit der Carnival Adventure neu in Dienst gestellt.

## Zwischenfälle
Am 23. März 2006 brach an Bord der Star Princess während einer Kreuzfahrt ein Feuer aus. Dabei wurden an Backbord über 100 Kabinen beschädigt. Ein älterer Passagier erlag dabei einem Herzinfarkt, elf weitere erlitten teils schwere Rauchvergiftungen. Dank der rechtzeitigen Evakuierung und den erfolgreichen Löschmaßnahmen kamen keine weiteren Passagiere zu Schaden. Vom 9. April bis 13. Mai 2006 wurde die Star Princess daraufhin bei der Lloyd Werft Bremerhaven repariert.
Laut Presseberichten entdeckten am 10. März 2012 zwei Passagiere an Bord der Star Princess ein kleines Fischerboot mit drei Personen in mehreren Kilometern Entfernung in Seenot. Die Besatzung der Star Princess soll die Hilferufe Schiffbrüchiger mutmaßlich ignoriert und die Fahrt fortgesetzt haben. Tatsächlich wurde ein Fischer auf einem Boot in Seenot nach 28 Tagen gerettet und zwei andere kamen ums Leben. Nach einem längeren Untersuchungsverfahren konnte Princess Cruises allerdings beweisen, dass die Besatzung der Star Princess keine Hilferufe Schiffbrüchiger ignoriert hat.

## Schwesterschiffe
Die Carnival Encounter gehört zur Grand-Klasse und hat zwei Schwesterschiffe: Die ebenfalls von Carnival Cruise Line betriebene Carnival Adventure sowie die nach wie vor von Princess Cruises betriebene Grand Princess.

## Daten
Die Star Princess verfügt über 17 Passagierdecks. Auf einer Länge von 290 Metern und einer Höhe von 61 Metern befinden sich 1.297 Passagierkabinen. Neben zwei Spezialitätenrestaurants haben Passagiere der Star Princess die Möglichkeit in diversen Casual-Dining-Restaurants zu speisen. Es stehen mehrere Pools und Whirlpools, ein Spa und ein Fitnesscenter sowie Boutiquen, eine Jogginglaufbahn und ein virtueller Golfsimulator zur Verfügung. Außerdem sorgen Shows, das „Movies under the Stars“, ein Casino etc. für Unterhaltung. Die Bordsprache ist Englisch.